# Proteae
Proteae, na classificação taxonômica de Jussieu (1789), é uma ordem botânica da classe Dicotyledones, Monoclinae ( flores hermafroditas ), Apetalae ( não tem corola), com estames perigínicos ( quando os estames se inserem à volta do nível do ovário).
Apresenta os seguintes gêneros:
- Protea, Banksia, Roupala, Brabeium, Embothrium.